# Commanderie de l'ordre Teutonique de Saint-André de Liège
 (décembre 2012).

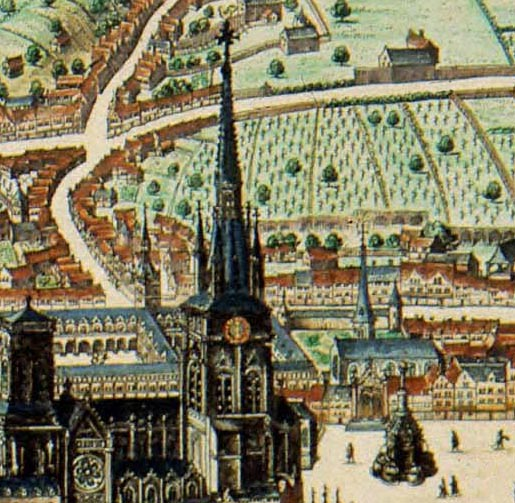
La commanderie de Saint-André est à gauche du clocher de la grande tour de Saint-Lambert, au pied de Pierreuse qui monte vers la porte de Sainte-Walburge. En haut, les vignobles de la commanderie. Devant le Perron, l'église de la commanderie : Saint-André.

La commanderie de l'ordre Teutonique de Saint-André ou commanderie du Grand-Pasteur à Liège était le siège du grand commandeur de la grande commanderie des Vieux-Joncs, dont le nom latin était Balivia de Juncis, un des douze grands bailliages du gouvernement de l'ordre Teutonique du Saint-Empire romain du XIIIe siècle à la Révolution française.
Le bailliage des Vieux-Joncs — Balije Oude Biesen en thiois — était tricéphale : avec la commanderie du grand-pasteur de Liège, elle était constituée par la commanderie d'Alden Biesen, siège de la Grande Commanderie et la commanderie des Nouveaux-Joncs de Maastricht qui régissait son administration. Ensemble, elles supervisaient les dix commanderies subalternes. 
Les chevaliers se fixent au début du XIIIe siècle à Liège en Basse-Pierreuse, l'actuelle rue du Palais, où la commanderie reste active jusqu'à la Révolution française.
La commanderie est vendue par la république française peu après la Révolution. Classé le 17 juin 1971, le bâtiment devient une annexe du tribunal de police. Il abrite jusqu'en 2013 certains services de la justice.

## Histoire de la Commanderie

### AuXIIIesiècle

#### Installation à Liège
De nombreuses exactions dans la Hesbaye, en raison de luttes civiles dans la région de Hasselt, rendent la vie précaire à la vénérable Grande Commanderie des Vieux-Joncs, ou d'Oude-Biesen proche de Bilzen. 
En 1254, les chevaliers teutons, dont le grand commandeur Théodore de Guldenheuff, quittèrent leur maison de Vieux-Joncs et pour aller trouver refuge à Liège, où le prince-évêque Henri de Gueldre les prit sous sa protection et leur accorda pour demeure la maison de Beaurepart-en-Isle, le séminaire épiscopal actuel,,.

#### Privilèges de la Commanderie de Liège
En 1259, une charte de Henri de Gueldre confirme aux chevaliers présents à Liège les privilèges qu'ils possédaient aux Vieux-Joncs, leur assurant les revenus et les libertés dont ils avaient bénéficié. Henri de Gueldre décidant de surcroît la soumission de toute personne nommée par eux tant au temporel qu'au spirituel. Il leur accorde la permission de bâtir un couvent avec une chapelle, et leur concède les droits de bourgeoisie.

#### Hôtel de Celles - Hôtel des Joncs
Les chevaliers quittent Beaurepart et s'installent dans l'hôtel de Celles, rue de la Wache, dès 1259, au pied du pont d'Île, certains retourneront aux Vieux-Joncs. L'hôtel de Celles, du nom d'une ancienne famille de Liège dont le domaine couvrait les paroisses de Saint-André et Saint-Gangulphe où les chevaliers célébrèrent leurs offices, prit le nom d'l'hôtel des Joncs.

#### Fondateurs et donateurs
En 1255, Jacques de Celles, chevalier, va céder aux chevaliers teutoniques la partie de l'hôtel de Celles et les terrains qu'il possédait sur la paroisse de Saint-André par l'intervention du prieur et au Chapitre de Saint-Gilles. Cette cession comprenait le droit patronal sur les églises Saint-André et Saint-Gangulphe à Liège. En 1261, Jean-Hustin de Thynes, également chevalier, va lui aussi céder sa partie de l'hôtel de Celles et les terrains de la paroisse de Saint-Gangulphe. En 1265, certains chevaliers retournèrent aux Vieux-Joncs, mais leurs principaux dirigeants restèrent rue de la Wache. Les chevaliers ne profitèrent jamais de l'opportunité de bâtir en pont d'Île et vont se contenter d'occuper l'hôtel de Celles qu'ils vont quitter définitivement en 1300.

### AuXIVesiècle

#### Érection de la grande commanderie à Liège
Les chevaliers n'attendirent pas la fin du XIIIe siècle pour s'assurer une résidence plus agréable, convenant mieux à un ordre militaire très imbu de sa noblesse, et en même temps plus proche de Saint-André, leur cure principale. Peu avant 1294, les chevaliers vont se loger dans un bâtiment au pied de Pierreuse, qu'ils vont agrandir, embellir et transformer en château-commanderie.
L'ordre Teutonique avait comme voisins les frères mineurs qui s'étaient établis dès 1243 au début de la rue du Palais.

#### InstallationEn Peroise
En 1298, le grand pasteur, le frère Guillaume de Brusthem, va acquérir deux maisons de la paroisse de Saint-André En Peroise et en 1300, ils vont aliéner l'hôtel de Celles, devenu inutile pour eux et une petite maison contiguë. Trente ans plus tard, en 1333, l'hôtel en ruine est vendu et les chevaliers affectèrent le capital à l'achat en terre en tiech pays, soit à Pirange, village proche de Tongres. La charte, marquée du sceau du Grand Maître de l'Ordre, Gottfried von Hohenlohe, approuve la création d'une nouvelle commanderie en Basse Allemagne et destine celle-ci à servir de demeure au Grand-Pasteur ou Grand curé de l'Ordre en même temps que d'hôtel pour les chevaliers de passage à Liège. Ce premier bâtiment sera détruit lors de la modification de la voirie en Basse-pierreuse.

#### Hospice de Mostard
La commanderie de Saint-André avait autorité sur la paroisse de Saint-André, la paroisse de Saint-Gangulphe, l'hospice de Mostard dès 1336 et un béguinage en Hors-Château dès le XIVe siècle.

#### Nouvel Hôtel des Joncs - Résidence permanente du Grand-Pasteur
Le nouvel hôtel des Joncs, appelé aussi Bastille des Joncs située En Pierreuse, devint l'étape favorite des chevaliers en déplacement dans la Grande Commanderie et la résidence permanente du Grand-Pasteur de Saint-André et Saint-Gangulphe qui jusqu'à la réorganisation des paroisses en 1804, sera toujours un prêtre de l'ordre Teutonique, toutefois, les deux églises paroissiales étaient généralement desservies par un des vice-curés, prêtre séculier,.

### XVesiècle

#### La Corne de Cerf
Contiguë à leur bâtiment, la maison de la Corne de Cerf est acquise par l'ordre Teutonique pendant le XIVe siècle, est donnée par l'ordre en rendage payé au curé de Saint-André. La Corne de Cerf, face au palais présente à sa gauche la Bastille des Joncs et à sa droite en 1439, l'hôtel de la Clef, qui sera l'hôtel de messire Raes de Heers, chevalier, chef de l'opposition à Louis de Bourbon et dont le porche fait face au palais des Princes-Évêques.

#### Situation des bâtiments auXVesiècle
Face au palais, en 1470 la Bastille des Joncs a à sa droite la Corne de Cerf et à sa gauche, l'hôtel de la Tête de Moriane et l'hôtellerie du Moulin à Vent, qui se trouvait vis-à-vis du moulin aux Cheneaux.
La commanderie se base définitivement au pied de Basse-Pierreuse, face à un pont sur la Légia donnant sur une porte arrière du Palais des Princes-Évêques.

#### Vignobles de la Commanderie
Dès le XVe siècle, au-dessus de la propriété, et ce jusqu'à la rue du Péry s'étageaient de longues séries de vignobles, et en 1392, le Grand Pasteur agrandit la cure en y intégrant tout ce fonds, et s'ils sont encore présents sur la carte de Johannes Blaeu au XVIIe siècle, il semble qu'elles aient disparu au XIXe siècle, comme semble le montrer la lithographie de la commanderie en 1817.

#### La Tour des Vieux-Joncs

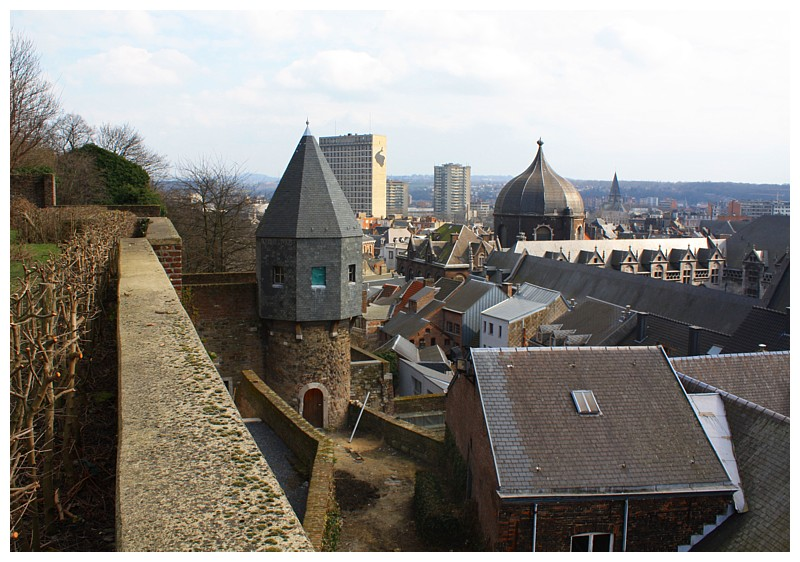
La Tour des Vieux-Joncs

Si les archives sont muettes quant à sa construction, c'est en 1423 qu'un acte va pour la première fois signaler la présence de la tour des Vieux-Joncs. Elle servait de cabinet au grand Pasteur qui occupait également le rez-de-chaussée de l'hôtel qui était alors moins vaste. Plus tard, elle deviendra la maison du curé de Saint-André qui fera de la petite salle son cabinet de travail. Haute et robuste en moellons de grès houiller, la tour prolonge l'épaisse muraille s'élevant derrière la commanderie. Elle est flanquée d'une construction de plan rectangulaire, de peu postérieure, à l'Est.
On a voulu voir dans cette construction un édifice militaire. C'est peu probable : en effet c'est une haute tour réservée à des escaliers menant à une terrasse et aux jardins. Elle s'achève par une pièce n'offrant aucun caractère défensif. Un deuxième escalier à vis, de même type, permet l'accès à une terrasse supérieure à l'Est de la tour. Son entrée inférieure a été dégagée lors de la destruction d'un immeuble, jouxtant la tour. Chaque terrasse était accessible par un escalier semblable, surmonté d'un pavillon. On peut se rendre compte de l'aspect que prenaient ces terrasses, fort soignées, sur une gravure de Cremetti.

#### Les terrasses
Les terrasses des Minimes est un espace vert liégeois faisant partie de l'ensemble des Coteaux de la Citadelle. Situé juste derrière l’ancien palais des Princes-Évêques sur les hauteurs de la ville, les terrasses fournissent un panorama sur la ville.

### AuXVIIesiècle

#### Installation et conflits avec les pères minimes
En 1624, les pères minimes s'installent au-dessus de la commanderie.
Un conflit de voisinage ne tarda pas à surgir. En 1699 émanant du chapitre du bailliage d'Alden Biesen ordonna au grand pasteur, Jean-Jaques Fisen (1677-1702), de mettre fin au conflit qui l'opposait aux Pères Minimes au sujet d'une muraille entre les deux jardins. Le décès du pasteur Fisen, survenu en 1702, retarda encore l'issue de la querelle. Un projet de convention en huit articles concernant l'accommodement qu'on entend faire entre l'illustre Ordre Teutonique et les Révérends Pères Minimes de Liège, fut préalablement rédigé. Les signataires étaient nombreux et importants. L'acte prévoyait la prise en charge financière par l'ordre Teutonique de la moitié de l'enceinte ou muraille qu'il restait à réaliser, muraille qui devait séparer définitivement les deux propriétés. En contrepartie, les pères minimes s'engageaient à donner en propriété à la commanderie de Saint André une bande de terre au fond du jardin de l'ordre. De plus, les pères minimes accordaient à la maison curiale un accès gratuit à leur église et une porte d'accès à leur église, ceci pour en jouir à perpétuité. L'accord était conclu également de façon à laisser subsister en place une gloriette construite par le pasteur Fisen, qui avait en réalité été érigée dans la propriété des minimes. La convention prévoyait enfin la réalisation d'une citerne au sommet du jardin de la commanderie alimentée par les gouttières du bâtiment des minimes avec promesse de ceux-ci d'en laisser à la commanderie l'usage d'en jouir à perpétuité. Mais ce ne sera qu'en 1707 que l'accord sera enfin enregistré au protocole des résolutions capitulaires des Minimes,.
Nouveau bâtiment érigé en 1634.

### AuXVIIIesiècle
- nouvelle façade en 1759

#### Nouvelle église Saint-André

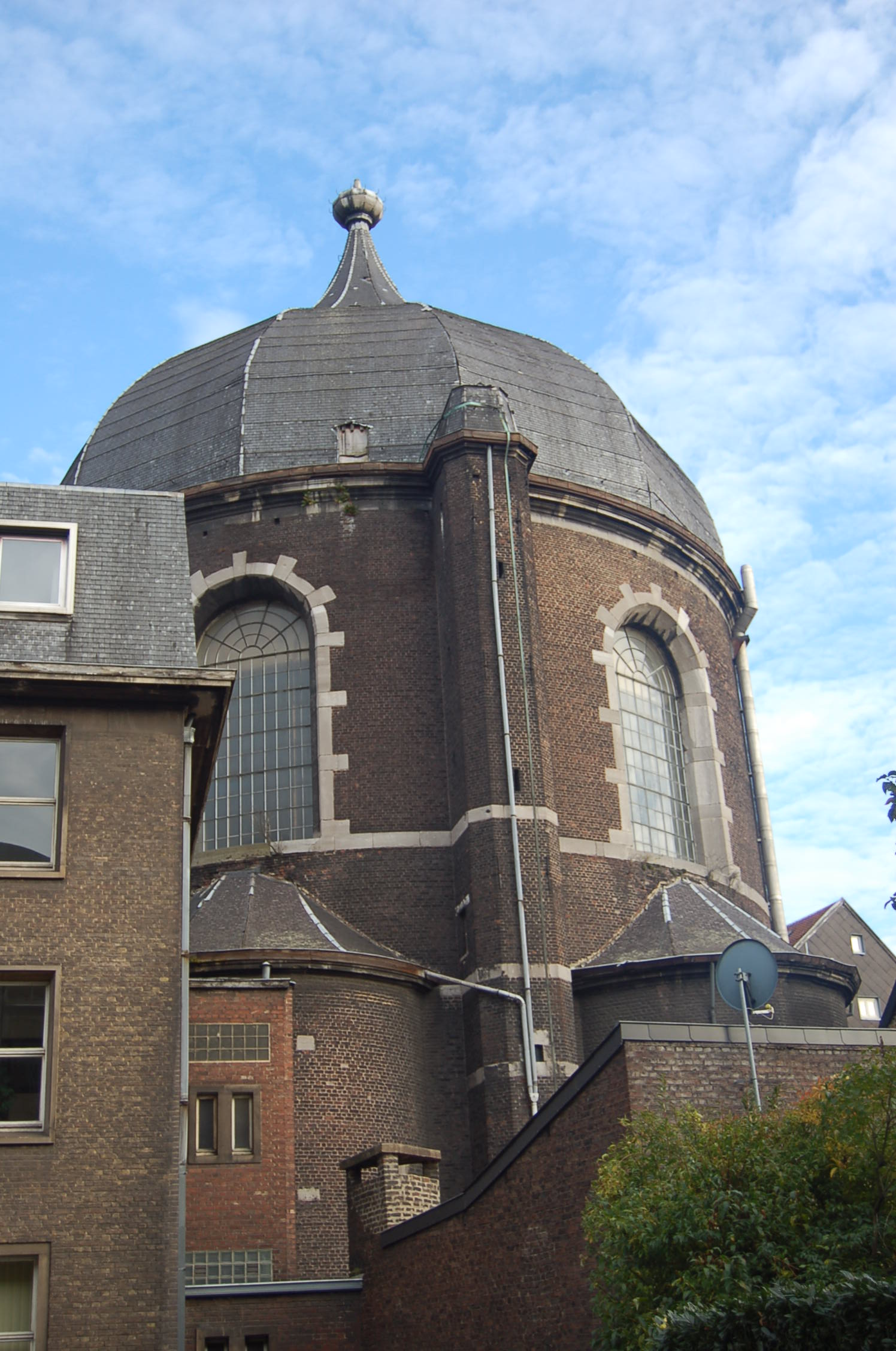
L'église Saint-André.

En 1250, avant d'appartenir à l'ordre Teutonique, l'église paroissiale de Saint-André, jusqu'alors pauvre en revenu, reçut une donation de près de sept hectares d'un seul tenant à Vottem, Hareng-Milmort et Xhendremael de la chevaleresse Beatrix de Vottem. Souhaitant être enterrée à Liège, sans préférence pour un sanctuaire, elle donna instruction dans son testament que lors de son enterrement, son cercueil soit déposé à l'église dont on entendrait la cloche en premier passé Payenporte : ce fut Saint-André
En 1772, on rebâtit l'église devenue paroissiale, une chronique latine est inscrite au-dessus de son portail :
DeI-paræ aC anDreæ 
 CoeLo pro VIDente
 ExUtor

### Révolution française
Les chevaliers teutoniques, en la personne du curé de Saint-André, perdirent la propriété de l'immeuble lors de la Révolution française. 
En 1795, le dernier titulaire, Robert Laurent de Lintermans, qui décèdera en 1803, s'enfuit en Westphalie avec une partie des archives. Saisie comme bien national, l'ancienne commanderie appelée significativement maison de l'émigré maltais, deviendra la maison du peintre Joseph Dreppe en 1796, puis de l'ex-Président du Tribunal criminel Rigaut. La commanderie est alors mise en vente par la République. Annoncée par voie d'affiche, elle est vendue en 1797.

### Hôtel de la Cour de Londres
- vendue par la République française en octobre 1797
- acheté par la ville en 1920[note 10]

### Occupation récente
- tribunal de police dès 1931
- classé le 17 juin 1971[30]
- Services de la Justice jusqu'à son abandon
- Rachat par un propriétaire privé en 2020

## Iconographie
Lithographie de la commanderie de Saint-André au XVIIIe siècle avant remaniement de Cremetti d'après un dessin de R. de Hooge.